# Skarface
Pour l’article ayant un titre homophone, voir Scarface.
Skarface est un groupe français de ska-punk, inspiré du ska jamaïcain et du punk anglais, dans la lignée du label 2 Tone Records. Le groupe se forme en 1991, et demeure affilié à la mouvance skinhead, dans la veine de Madness et surtout des Specials.
Skarface est un groupe de ska français autoproduit dont la formation remonte à 1991. Le nom du groupe est inspiré du film noir des années 1930, avec une référence au film Scarface et au genre ska. Plus d'une trentaine d'années d'activité ininterrompue ont suivi, une quinzaine d'albums et près d'une centaines de publications sur des compilations. Le groupe s'est produit dans une bonne partie du globe (Mexique, Chine, Russie, Grèce, Japon, États-Unis, Canada, Europe...),,,.

## Discographie
- Split 10in. Skarface vs Tornados (2003)
- Live at Tochka Club (Moscow) (DVD) (2005)